# Krygel (herb szlachecki)
Krygel (Krugel, Krügel) – herb szlachecki.

## Opis herbu
Na tarczy dwudzielnej, w polu prawym błękitnym, między trzema parami gwiazd srebrnych — dwa pasy prawo-ukośne, czerwone; w lewym czarnym — lew złoty wspięty. W klejnocie trzy pióra strusie.

## Najwcześniejsze wzmianki
Nadany z nobilitacją w 1791 przez Stanisława Augusta Poniatowskiego.

## Herbowni
Krygel,